# Ouratea glaucescens
Ouratea glaucescens är en tvåhjärtbladig växtart som först beskrevs av A. St.-hil., och fick sitt nu gällande namn av Adolf Engler. Ouratea glaucescens ingår i släktet Ouratea och familjen Ochnaceae. Inga underarter finns listade i Catalogue of Life.